# Torre d'en Llunes
La Torre d'en Llunes és un mas a poc menys d'un km al nord-oest de la ciutat d'Olot (Garrotxa) protegit com a bé cultural d'interès local. Es tracta d'un casal al pla de les Corominotes, a la part baixa de la serra de Sant Miquel del Mont. De planta rectangular destaca la seva torre de quatre plantes i sota-coberta. Obertures en planta baixa algunes amb arcs rebaixats. Finestres balconeres a la planta primera i petites finestres a la planta segona. A l'angle de migdia -llevant s'hi bastí una galeria coberta, amb obertures a les dues façanes emmarcades amb motllures.
A l'interior del mas, es conserva l'oratori particular dedicat a la Puríssima Concepció. L'altar, amb sagrari, és de forma barroca, amb moltes línies corbes i elements vegetals estilitzats.